# نظام تجنب التصادم الجوي

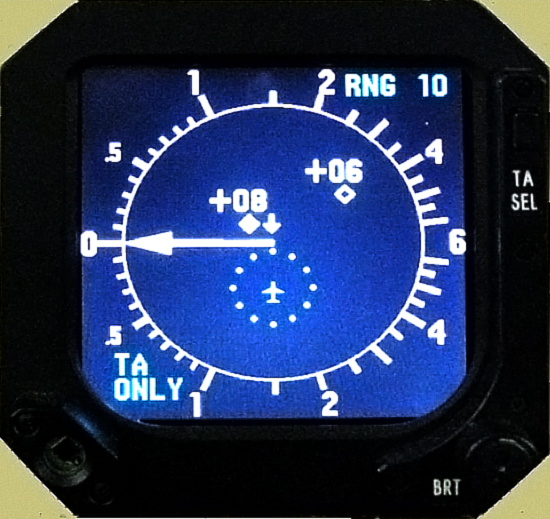
مؤشر مانع التصادم الجوي TCAS indicator

نظام تجنب التصادم الجوي أو TCAS وهو نظام إنذار متكامل مع أنظمة أخرى في الطائرة، يتألف من أجهزة وبرامج تشكل معا العين الإلكترونية التي تساعد قائد الطائرة الذي لا يتمكن من مشاهدة وضع مرور الطائرات في محيط الطائرة.
إحدى وظائف هذا النظام انه يعرض لقائد الطائرة مواقع الطائرات الأخرى وسرعتها على شاشة الرادار في طائرته في محيط 40 ميل وضمن 9000 قدم أعلى أو اسفل مسار طائرته وضمن 2700 قدم أعلى أو اسفل مسار الطائرة يصدر النظام صوتا منبها ويزود نظام الملاحة في الطائرة بالبيانات.إذ يلتقط إشارات الطائرات الأخرى ويحللها لتفادي إمكانية التصادم، مع عرض الحلول في شكل المرور واتخاذ القرار في خلال 25 ثانية. وهو تطبيق لنظام منع التصادم الجوي (Airborne Collision Avoidance System) الذي فرضته الايكاو الملزم بتركيبه لجميع الطائرات ذات الوزن فوق 5700 كغم أو تستطيع حمل 19 راكب فما فوق.
التعريف الرسمي لنظام تجنب التصادم الجوي ACAS / TCAS هو نظام مثبت بالطائرة ويعتمد على إشارات إرسال نظام رادار المراقبة الثانوي secondary surveillance radar (SSR). ويكون مستقلا بالكامل عن الأجهزة الأرضية وذلك لإعطاء المشورة للطيار عن أي اشكالات محتملة مع طائرة أخرى مثبت بها نفس نظام الإرسال (SSR).
بالطائرات الحديثة يظهر نظام المانع على شاشات الملاحة المسماة Navigation Display (ND)، أما بالطائرات الأقدم فهو يظهر بمؤشر السرعة العمودية Vertical Speed Indicator (VSI) كما بالصورة.

## الدافع لعمل هذا النظام
البحث في أنظمة لتفادي الاصطدام كانت مستمرة منذ الخمسينات. وقد تحركت هيئات الطيران كوكالة الطيران الفدرالية للعمل بجدية أكثر بعد عدة حوادث اصطدام الرئيسية بالجو والتي سببت بخسائر كبيرة في الأرواح والممتلكات، ويشمل بعض هذه الحوادث الجوية التالي:
- حادثة اصطدام بالجو في جراند كانيون عام 1956
- حادثة مماثلة بزغرب عام 1976
- حادثة اصطدام بوينغ 727 بطائرة صغيرة نوع سيزنا 172 عام 1978.
- حادثة الطائرة تابعة للخطوط المكسيكية رحلة رقم 498 وقد اصطدمت بطائرة صغيرة خاصة عام 1986 فوق مطار لوس انجلوس، مما دفع الكونغرس والهيئات المعنية الأخرى لعمل تحرك سريع مما حدا بإنشاء قانون يلزم بتركيب هذا النظام على الطائرات.

## أساسيات النظام
وظيفة TCAS ان يلاحظ ويعرض الطائرات الاتية في نفس المسار ويزود الطاقم بالإشارات، ويتجنب الدخلاء بتغيير اتجاه الطيران بالطائرة عاموديا فقط يستجيب بشكل دوري بواسطة transponder (مستقبل/مرسل)، ويحسب المسار ويصمم إمكانية تهديدهم بشكل ثابت، ويلتقط إشاراتهم بواسطة هوائيين اثنين للارسالو الاستقبال.
واحد في أعلى هيكل الطائرة واخر في اسفله كما يمكن ان يؤسس لاتصالات خاصة مع كل طائرة على حدة في مساحات المرور الكثيفة ويجنب الحمل الزائد في الإرسال الراديوي، يعمل بشكل مستقل كما يمكن السيطرة علية من المحطات المراقبة الأرضية، ويمكن تعديل نمط التشغيل والغاء طلب التجنب يرسل دوريا إشارات استجواب ويستقبل الاستجوابات من الطائرات الأخرى ويحللها ويحسب الوقت بين الإرسال والاستقبال ويحدد الارتفاع بتتبع دوري من المبادلات والمعلومات التي يمكن ان تهدد بالتصادم.كما يعالج كل تهديد منفردا مع أفضل إمكانية تحاشي الاصطدام وأفضل انفصال عامودي مناسب مع الطائرات الأخرى في المسار.
يساعد TCAS بصريا وسمعيا بواسطة حاسوب يحدد الموقع النسبي للطائرتين وإمكانية مخاطر التصادم
trafific advisories :يعين موقع الطائرة الغريبة التي تشكل التهديد ويحذر ملاحي الطائرة منها ويعزز اكتسابهم البصري
resolution advisories اتخاذ القرار وهو ذو شقين:اما تصحيحي يعلم قائد الطائرة بمعدل الانحراف العامودي أو وقائي يحذر قائد الطائرة بتجنب مناورات معينة.
يعرض الجهاز إشارات بصرية تظهر على شاشة electronic flight instrument system EFIS
ويعرض رمز كل طائرة دخيلة على جهاز navigation display ND
كما يعرض إشارات مناورة التحاشي على الخط العامودي في جهاز primary flight display PDF
ان مناورات التحاشي بواسطة TCAS قد تخلق تضارب في القرارات إذا كانت الطائرة الأخرى تستعمل نفس النظام.لتجنب هذا الوضع هو صلة الاتصال بين الطائرتين بواسطة transponders ينسق تبادل الإشارات عندما يكشف الطائرة الأخرى وعندما يكون هو المستكشف الأول للطائرة الأخرى فهو الذي يصدر تعليماته بتعديل الانحراف عأمويا إلى أعلى أو إلى اسفل.